# Helmholtz-Institut Erlangen-Nürnberg für Erneuerbare Energien
Das Helmholtz-Institut Erlangen-Nürnberg für Erneuerbare Energien (HI ERN) ist ein Forschungsinstitut in Bayern. Es ist als Außeninstitut Teil des Forschungszentrums Jülich und über dieses Teil der Helmholtz-Gemeinschaft. Innerhalb der Struktur des Forschungszentrums Jülich stellt es das Institut für Energie und Klimaforschung 11 (IEK11) dar.

## Geschichte
Das Helmholtz-Institut Erlangen-Nürnberg wurde 2013 gegründet. Die Gründungsfeier fand am 20. August 2013 in den Räumen des Energie Campus Nürnberg statt. Ziel der Neugründung war eine enge Zusammenarbeit des Forschungszentrums Jülich mit der Friedrich-Alexander-Universität Erlangen-Nürnberg und dem Helmholtz-Zentrum Berlin. Die Entwicklung von material- und prozessbasierten Ansätzen, um erneuerbare Energien klimaneutral und kostengünstig nutzbar zu machen, ist Aufgabe des Instituts.
Gründungsdirektor des Helmholtz-Instituts Erlangen-Nürnberg ist Peter Wasserscheid. Geschäftsführender Direktor ist Karl Mayrhofer. Christoph Brabec fungiert als dritter Direktor.
Die Standorte des HI ERN befinden sich auf dem Südgelände der dortigen Universität in Erlangen. In Erlangen war das HI ERN zunächst in Räumen der Universität sowie des ZAE Bayern untergebracht. Seit 2021 steht ein eigenes Gebäude mit ca. 3.200 m² Büro- und Laborfläche, welches Platz für rund 110 Mitarbeiter bietet, ebenfalls auf dem erlanger Südgelände zur Verfügung.

## Forschungsschwerpunkte
Die Forschung am HI ERN ist in sechs Forschungsabteilungen aufgeteilt. Die Forschung konzentriert sich auf die Bereiche Wasserstofftechnologie und Photovoltaik. Im Wasserstoffbereich steht vor allem die elektrokatalytische Spaltung von Wasser (Elektrolyse) beziehungsweise die Gewinnung von elektrischer Energie aus Wasserstoff (Brennstoffzelle) sowie die Speicherung von Wasserstoff in Form von Flüssigen Organischen Wasserstoffträgern (LOHC) im Fokus. Schwerpunkt im Bereich der Photovoltaik ist die Entwicklung druckbarer Photovoltaik.
Die Forschung am HI ERN ist in sechs Departments gegliedert:
- Elektrokatalyse (Leitung: Karl Mayerhofer)
- Elektrokatalytische Grenzflächenverfahrenstechnik (Leitung: Simon Thiele)
- Stoffliche Wasserstoffspeicherung (Leitung: Peter Wasserscheid)
- Dynamik komplexer Fluide und Grenzflächen (Leitung: Jens Harting)
- Hochdurchsatzmethoden der Photovoltaik (Leitung: Christoph Brabec und Jens Hauch)
- Röntgenspektroskopie an Grenzflächen von dünnen Filmen (Leitung: Marcus Bär)